# Vincent Frank Safranek
Vincent Frank Safranek (Bohemen, 24 maart 1867 – San Diego (Californië), 7 september 1955) was een Tsjechisch-Amerikaans componist, muziekpedagoog en dirigent.

## Levensloop
Safranek studeerde aan het Státní konservatori hudby v Praze in Praag en ging aansluitend in dienst bij de United States Army. Hij werd kapelmeester van de Militaire muziekkapel van het 25e Infanterie-Regiment in Fort Missoula (Montana). 
In dit militair orkest zette hij nieuwe ideeën en concepten om en voegde meerdere instrumenten, zoals de altklarinet, basklarinetten, hobo's, hoorns en flügelhoorns erbij en verbeterde ermee de balans tussen de registers van het orkest en de orkestklank. Toen waren de arrangementen van klassieke werken meestal uitgelegd voor de koperblazers met extra partijen voor de (weinige) houtblazers (piccolo, dwarsfluiten, Es-klarinet, Bes-klarinetten en fagot[ten]).
Deze ingreep vond brede toestemming voor de instrumentatie bij de militaire orkesten en de gerenommeerde muziekuitgave Carl Fischer Publ. in New York maakte Safranek tot Chief Band Arranger (hoofdarrangeur voor harmonieorkesten en militaire kapellen). Hij herschreef vele originele werken voor militaire kapellen en bewerkte ook vele klassieke werken voor harmonieorkesten, die tot nu nog van de orkesten geprogrammeerd worden.
Van zijn eigen composities zijn vooral de suites Atlantis en Don Quixote (1914) en het Peace march medley en Master Melodies bekend. 
Hij was rond 30 jaar dirigent van militaire muziekkapellen en ging in 1930 met pensioen. 